# Camellia sinensis

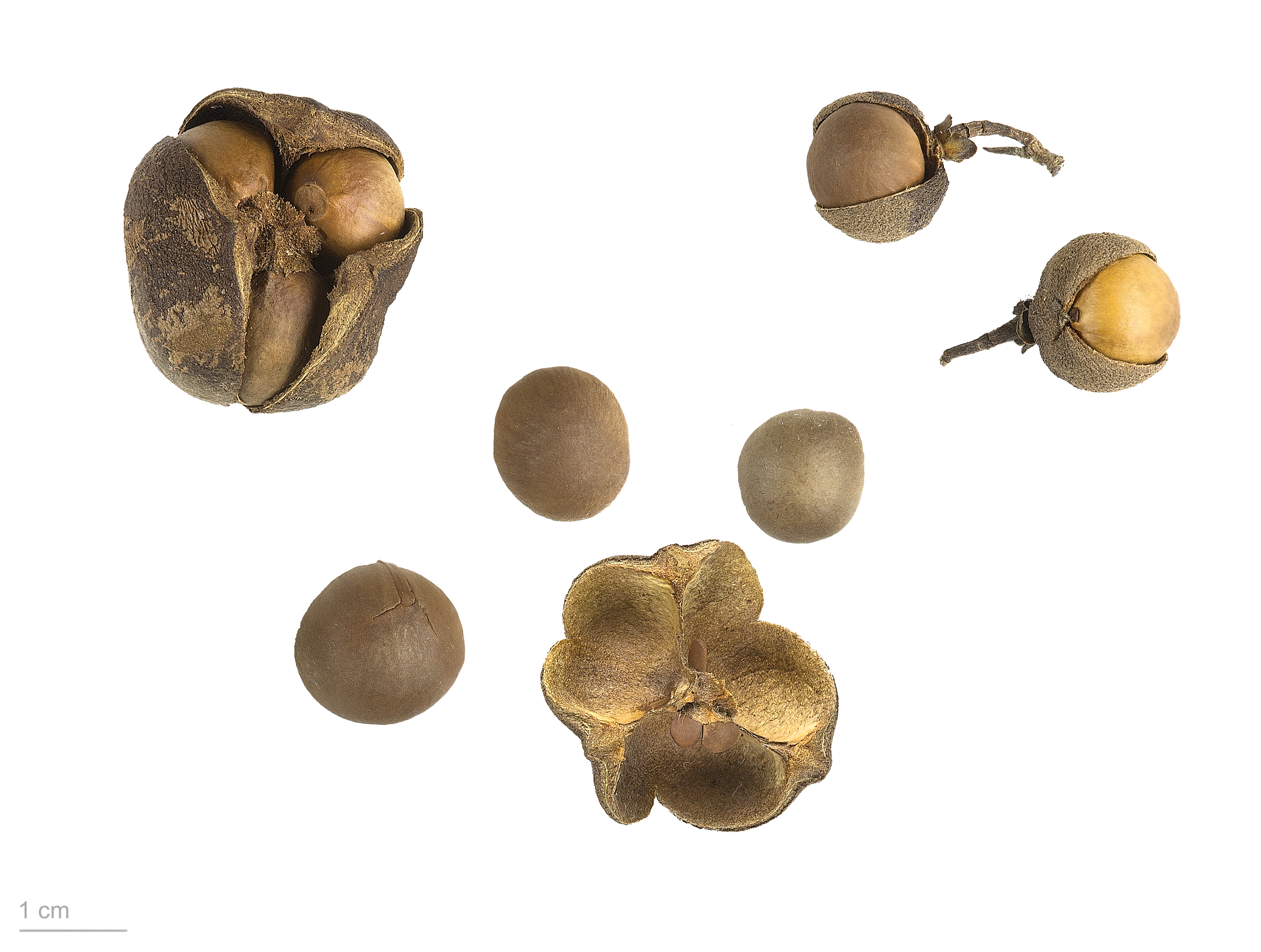
Camellia sinensis

Planta de ceai, Camellia sinensis, cu toate varietățile sale, crește în circa 50 de țări, din Rusia în Argentina și din Brazilia în Mozambic. India, Sri Lanka, Kenya și China sunt țările cele mai faimoase pentru producția de ceai. 
Produsul poate fi verde, negru sau alb, fermentat sau nu, afumat sau nu, cunoscând o gamă deosebit de largă de tipuri. 
Ceaiul se poate obține din muguri sau frunze, este format din frunze întregi sau doar frânturi (în cazul acesta având o calitate scăzută, ceea ce și face ca pliculețele de ceai să fie mai ieftine decât produsul vândut în cutii), iar numărul de frunze de pe rămurelele culese (două sau trei), precum și anotimpul recoltării au și ele însemnătatea lor în stabilirea calității.